# Jennifer Cramer
Jennifer Cramer (Frankenberg (Hesse), Alemania; 24 de febrero de 1993) es una futbolista alemana. Actualmente juega para el 1. FFC Turbine Potsdam de la Bundesliga femenina.

## Trayectoria
Cramer hizo su debut profesional el 19 de septiembre de 2009 con el equipo 1. FFC Turbine Potsdam de la primera división de la Bundesliga femenina alemana. Con este equipo Cramer ha logrado obtener dos títulos de campeón de la  Bundesliga femenina. En febrero de 2015 extendió su contrato con el Potsdam hasta 2017.
Cramer hizo su debut con el primer equipo de la Selección femenina de fútbol de Alemania en Lagos (Portugal) el 11 de marzo de 2013 contra la selección de Noruega durante la Copa de Algarve 2013.
El 24 de mayo de 2015 Jennifer Cramer fue nombrada a la escuadra alemana para la Copa Mundial Femenina de Fútbol de 2015.